# Marcel Chabrier
Pour les articles homonymes, voir Chabrier.
Paul Marcel Chabrier dit Marcel Chabrier, né le 13 mars 1891 à Paris (2e arrondissement) et décédé le 18 août 1946 à Piedmont (Canada), est un acteur français.

## Filmographie
- 1924 : Credo ou la Tragédie de Lourdes, de Julien Duvivier
- 1926 : Le Miracle de Lourdes, de B. Simon
- 1927 : La Merveilleuse Vie de Jeanne d'Arc, fille de Lorraine, de Marco de Gastyne
- 1929 : A Reward of Faith, de M. Simon
- 1935 : Lucrèce Borgia, d'Abel Gance : un moine / l'envoyé de Savonarole
- 1935 : Golgotha, de Julien Duvivier : Joseph d'Arimathie
- 1936 : L'Assaut, de Pierre-Jean Ducis : le préfet
- 1938 : Paix sur le Rhin, de Jean Choux
- 1939 : La Charrette fantôme, de Julien Duvivier
- 1939 : Le Chemin de l'honneur, de Jean-Paul Paulin
- 1945 : Le Père Chopin, de Fyodor Otsep : Paul Dupont / le père Chopin

## Théâtre
- 1922 : La Flamme de Charles Méré, mise en scène Henry Hertz et Jean Coquelin, Théâtre de l'Ambigu-Comique
- 1924 : L'homme qui n'est plus de ce monde de Lucien Besnard, Théâtre de l'Odéon
- 1924 : Jésus de Nazareth de Paul Demasy, mise en scène Firmin Gémier, Théâtre de l'Odéon
- 1925 : Les Derniers Fâcheux de Georges-Gustave Toudouze, Théâtre de l'Odéon
- 1925 : Le Rosaire d'André Bisson, Théâtre de l'Odéon
- 1932 : La Colombe poignardée de Gaston Sorbets, Comédie de Genève
- 1934 : La Servante sans gages de Jean Yole, mise en scène Pierre Aldebert,  Théâtre de la Madeleine